# Dilema
Un dilema (del llatí dilemma) és un problema que es pot resoldre mitjançant dues solucions, cap de les quals és completament acceptable (pensem en els extrems). Un dilema planteja dues opcions (A) o (B), sent ambdues igualment factibles i defensables. L'individu es troba, doncs, davant d'una inevitable situació. El dilema es fa servir, de vegades, com a recurs retòric, en la forma "has d'optar per A o B"; en aquest cas, A i B serien proposicions que condueixen a conclusions addicionals. Utilitzat d'aquesta manera, el dilema pot, en algunes ocasions, arribar a proposar tres solucions; en aquest cas no es parla de dilema sinó de trilema, dilema de tres solucions, cap de les quals és completament acceptable, (A, B o C). L'aparició d'un dilema al llarg d'una argumentació pot invalidar la seva eficàcia, sent així considerada una fal·làcia. El dilema plantejat com argument és anomenat argument cornuto.

## Dilemes morals hipotètics
En ells es plantegen problemes abstractes, generals, que de vegades són de difícil ubicació en la realitat, però que els analitzen reconeixen que són sempre possibles en determinades ocasions de la vida real. Se solen obtenir de la literatura, dels mitjans de comunicació o de la mateixa imaginació de qui els elabora. Les situacions i els personatges generalment estan allunyats del món real dels subjectes als que se'ls proposen, però o bé s'assemblen en alguna cosa a altres situacions viscudes o conegudes pel subjecte, o bé algun membre del seu entorn social o famíliar és susceptible de reflectir-se en la narració. Aquest tipus de dilemes presenten menys interès per a l'alumne al faltar-li riquesa i la varietat de la pròpia experiència, però poden afavorir el raonament com habilitat discursiva.
Els dilemes morals són narracions breus en què es planteja una situació possible en el context amb la finalitat que els alumnes portin a terme una reflexió i analitzen una possible solució.
La discussió de dilemes morals pretén la creació de punts de vista per part dels alumnes, ja que entre ells s'estableix un debat que els permet replantejar posicions i raonaments per determinar certes qüestions morals.

## Dilemes morals reals
Aquests plantegen situacions conflictives tretes de la vida diària i dels seus problemes. Es basen en fets reals, propers en el temps o a l'espai als subjectes i solen extreure dels diferents mitjans de comunicació, de situacions o successos històrics, de situacions o vivències personals, etc. (Problemes de llibertat, sexe, consciència personal). Aquest tipus de dilemes són més motivadors i faciliten la implicació dels subjectes participants que, d'una o altra manera, veuen reflectides en ells situacions més o menys properes.